# Monasterio de Dionisio

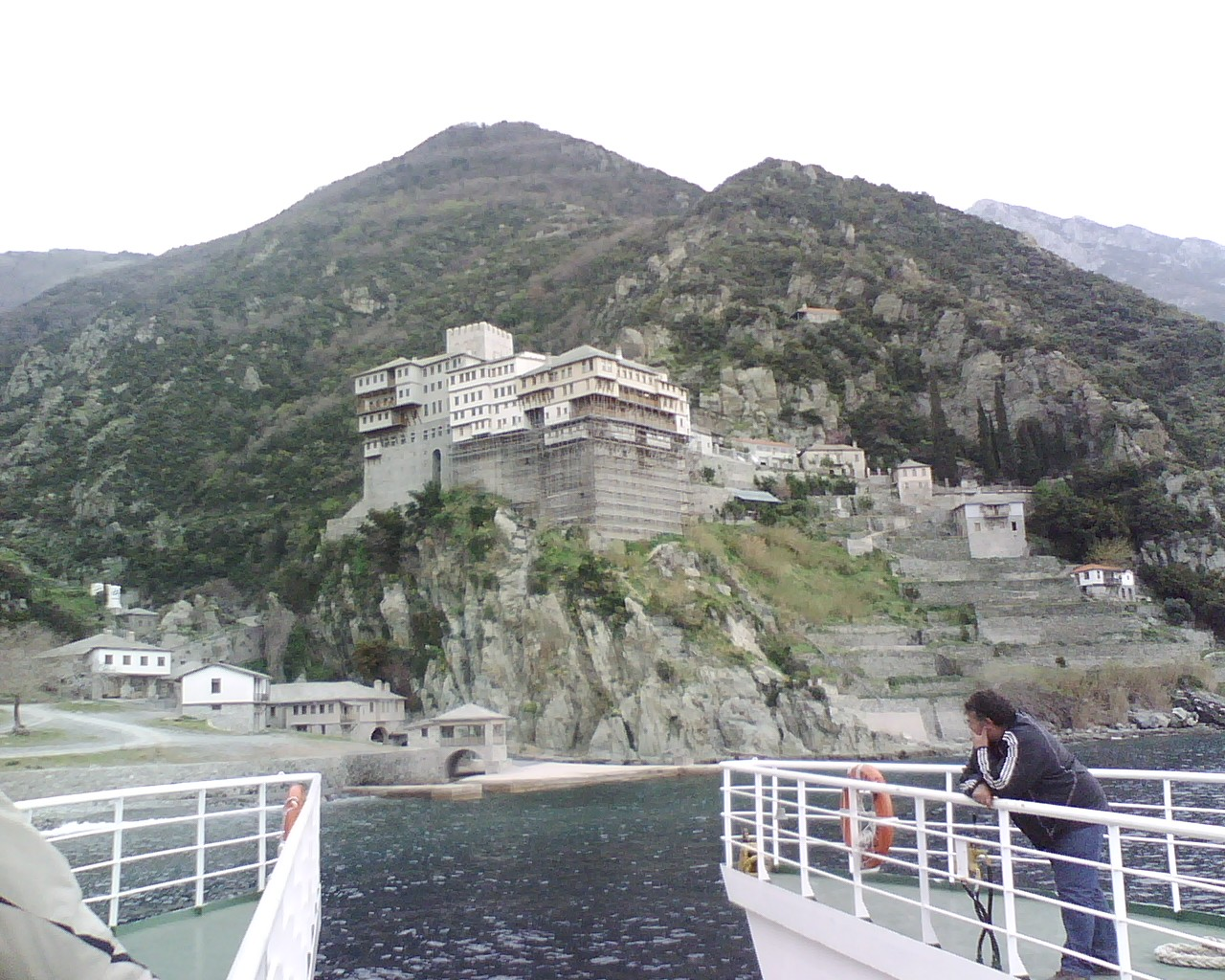
Monasterio de Dionisiou.

El Monasterio de Dionisio (en griego: Μονή Διονυσίου, trans. Moní̱ Dionysíou) es un monasterio ortodoxo del Monte Athos, Grecia. Es el quinto monasterio de la jerarquía de los monasterios de la Montaña Sagrada. 
Fue construido en el año 1375, por el monje Dionisio de Coriso (en la región griega de Kastoriá). Está dedicado al nacimiento de San Juan Bautista que se celebra el 24 de junio según el calendario gregoriano (el 7 de julio según el calendario juliano).

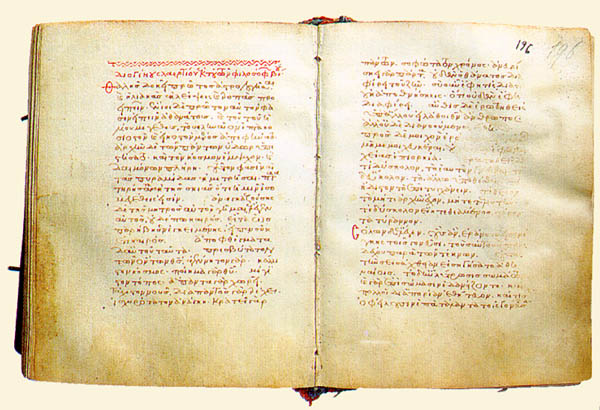
Monasterio de Dionisio, códice 90, un manuscrito del Siglo XIII con textos de Heródoto, Plutarco y Diógenes Laercio (mostrado en la imagen)